# UDP-Galactose
UDP-Galactose (Uridindiphosphat-Galactose) ist ein Nucleotid-Zucker, der sich aus dem Nucleotid Uridindiphosphat und dem Zucker Galactose zusammensetzt.

## Biosynthese
Ein Biosyntheseweg zu UDP-Galactose ist die Umwandlung von UDP-Glucose mittels einer Epimerase.

## Biologische Bedeutung
UDP-Galactose dient in Lebewesen als Überträger von Galactose-Einheiten für die Bildung von Glycosiden und Sacchariden. Zu den Naturstoffen, die Galactose-Einheiten enthalten und so biosynthetisiert werden, gehören Galactolipide, Umbelliferose, die aus Saccharose und UDP-Galactose gebildet wird, Cyanidin-3-O-galactosid und Lactose aus Glucose und UDP-Galactose.